# 堺市立福泉南中学校
堺市立福泉南中学校（さかいしりつ ふくいずみみなみちゅうがっこう）は、大阪府堺市南区にある公立中学校。福南（ふくなん）の略称で呼ばれることもある。
1937年に設置された旧堺市立美木多中学校を母体とし、1963年に開校した。

## 象徴
- 校章は星形六角形の中心に福南の二文字が縦書きされているもの。
- 校歌は阪口千寿作詞・岩上行忍作曲によるもの。ヘ長調8分の6拍子で作曲されている。
- 校訓は勤勉・友愛・感謝。1977年制定。校訓碑が建立されている。

## 沿革
- 1947年4月1日 - 当時の泉北郡美木多村に、美木多村立美木多中学校として開校。
- 1956年10月1日 - 美木多村が合併で福泉町になったことに伴い、福泉町立美木多中学校と改称。
- 1961年3月31日 - 福泉町が堺市に編入したことに伴い、堺市立美木多中学校と改称。
- 1963年4月1日 - 現在地に移転。従来の美木多中学校を廃止して堺市立福泉南中学校へ改編。
- 1977年4月1日 - 堺市立美木多中学校を分離。

## 部活動
運動部
- 野球部
- サッカー部
- 陸上部
- 卓球部（男子のみ）
- 柔道部
- テニス部（女子のみ）
- バスケットボール部（女子のみ）

文化部
- 放送部
- 華道部
- 園芸部
- 手芸部
- 美術部

## 通学区域
堺市立福泉中央小学校と堺市立桃山台小学校の通学区域。一部地域（小代、高尾、その他一部）からは自転車通学が認められている。
- 堺市南区 稲葉、大庭寺、小代、太平寺、高尾、野々井、三木閉、和田、桃山台。
- 堺市西区 太平寺。

和泉市の子も一部通学

## 出身者
- 中井国芳 -元堺市議会議長
- 吉田たち - 芸人

## 交通
- 南海泉北線 栂・美木多駅から徒歩25分、もしくは北側5番乗り場の西区役所前行き（桃山台3丁経由）で福泉南中学校前下車、南側1番乗り場の津久野駅前行きで福泉中央小学校前下車。